# Babylonien (langue)
Pour les articles homonymes, voir Babylonien.
Pour un article plus général, voir Akkadien.
Le babylonien est un dialecte de l'akkadien, langue parlée en Babylonie à partir du début du IIe millénaire av. J.-C. et qui est pendant longtemps la langue littéraire et diplomatique par excellence du Proche-Orient.

Le babylonien parmi les langues sémitiques de l'antiquité.

L'histoire de la langue babylonienne est découpée en quatre grandes périodes :
- le paléo-babylonien, parlé dans la première moitié du IIe millénaire av. J.-C.
- le médio-babylonien, parlé dans la seconde moitié du IIe millénaire av. J.-C.
- le néo-babylonien, parlé dans la première moitié du Ier millénaire av. J.-C.
- le babylonien tardif, parlé dans la seconde moitié du Ier millénaire av. J.-C.

## Paléo-babylonien

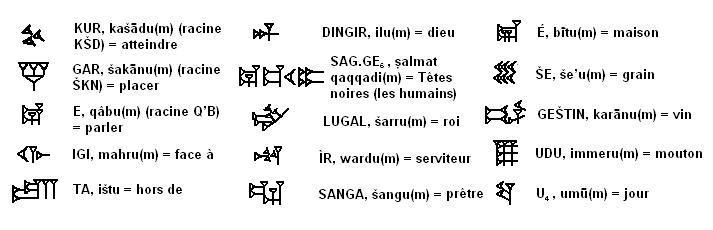
Exemple de graphies cunéiformes paléo-babylonienne

Le paléo-babylonien est le dialecte akkadien parlé entre le XXe siècle av. J.-C. et le XVIe siècle av. J.-C. (période dite paléo-babylonienne, ou amorrite). Le texte de référence pour l’étude de cette langue est le Code de Hammurabi. La langue connaît alors plusieurs variantes régionales à Babylone, à Larsa, à Eshnunna, à Suse, à Terqa ou encore à Mari pour les mieux connues. Cette forme de l'akkadien comporte encore le -m final pour les noms et les adjectifs (mimation) et le w- initial pour les verbes. À cette époque, l’akkadien devient une langue diplomatique mais aussi une langue littéraire (voir plus bas).

## Médio-babylonien
Le médio-babylonien est la langue des textes de la Babylonie kassite (1595-1155) et des dynasties de la fin du IIe millénaire dans le sud mésopotamien. Sous le nom de « babylonien standard », c’est aussi la langue littéraire et diplomatique de cette période (voir plus bas). Du point de vue linguistique, cette période voit la chute de la mimation, et celle du w- initial dans les verbes qui le comportaient à la période précédente : ainsi wabālum (« porter ») devient abālu.

## Néo-babylonien
Le néo-babylonien est pratiqué en Babylonie dans la première moitié du Ier millénaire av. J.-C. Par rapport aux périodes précédentes, le néo-babylonien a plusieurs particularités linguistiques (sans parler de son évolution au cours de la très longue période qu’il couvre). Du point de vue phonétique, le w est couramment noté m à l’intérieur d’un mot, tandis que le št devient lt et que le mt devient nd. Du point de vue grammatical, c'est moins le cas pour les noms et les adjectifs. D’une manière générale, le babylonien est alors très influencé par l’araméen, qui devient alors la langue principale du Proche-Orient.

## Babylonien tardif
C’est le dernier état attesté de la langue akkadienne, à une époque où cette langue n‘est plus beaucoup parlée, s‘étant faite supplanter par l'araméen. La chute de l’empire néo-babylonien en 539 marque la fin de la domination des royaumes de culture akkadienne en Mésopotamie. Désormais dominée par des dynasties étrangères (Perses, Grecs, Parthes), tandis que sa population devient aramophone, la Mésopotamie voit sa culture ancestrale péricliter, et de moins en moins de textes sont écrits en akkadien. Les derniers documents de cette langue sont des textes littéraires et scientifiques, écrits majoritairement en babylonien standard. Les derniers textes cunéiformes connus datent du début de notre ère. C'est alors que la culture akkadienne disparaît, ainsi que le langage qu’elle utilisait.

### Babylonien standard
Le « babylonien standard » est une variante littéraire du babylonien, élaborée dans les cercles lettrés de la Babylonie dans les derniers siècles du IIe millénaire av. J.-C. (sa forme standard étant celle qu‘il prend dans l'Enuma Elish, couramment datée du XIIe siècle av. J.-C.) et définitivement constitué au début du Ier millénaire av. J.-C. Ce dialecte, qui se présente en fait sous plusieurs formes, se situe dans la droite ligne du paléo-babylonien littéraire, tant au niveau des sujets que les écrits qui sont faits dans cette langue qu’au niveau des particularités de celle-ci. S’il est généralement marqué par des tournures vieillies, le babylonien standard est aussi influencé par les formes vernaculaires de l‘akkadien qui lui sont contemporaines. La mimation disparaît donc, le š précédant une dentale (d, t, ṭ) devient un l, etc. Du point de vue de la morphologie, les cas nominaux sont moins marqués (confusion entre le nominatif et l’accusatif), le ventif est très courant, sans avoir de fonction précise, les pronoms enclitiques -šu et -ša sont souvent confondus, les formes de l’état construit du paléo-babylonien littéraires sont reprises, etc. Le babylonien standard est non seulement utilisé en Babylonie, mais aussi en Assyrie, les inscriptions royales néo-assyriennes étant écrites dans cette forme de l’akkadien, et non en assyrien (malgré la présence de quelques « assyrianismes »).